# Christian Ydesen
Christian Ydesen (født 04.08.1974) er professor ved Institut for Kultur og Læring, Aalborg Universitet. Hans forskningsområde er uddannelseshistorie, uddannelsespolitik, bedømmelser og test samt internationale organisationer, accountability og inklusionsprocesser i uddannelse. Han underviser i uddannelsespolitik, uddannelseshistorie og videnskabsteori.  

## Uddannelse og karriere
Før Christian Ydesen startede sin akademiske karriere, havde han en militær karriere i flyvevåbnet; sergent (1995), løjtnant (1997), premierløjtnant af linjen (1998), tjenstgørende ved Fighter Wing Skrydstrup (1998-2001).
Christian Ydesen er uddannet Cand.Mag i historie og filosofi ved Aalborg Universitet (2007) og han har en Ph.d. fra Aarhus Universitet (2011).
Herefter var han ansat ved Aarhus Universitet og ekstern lektor ved AAU og Københavns Universitet. I 2015 blev han adjunkt og Postdoc ved AAU, hvor han siden 2019 har været professor MSO. Han har været studienævnsformand og viceinstitutleder ved Institut for Læring og Filosofi og har siden 2019 været sektionsleder ved Institut for Kultur og Læring. Siden 2016 har han været bestyrelsesmedlem i Nordic Educational Research Association (NERA) og siden 2017 har han været medkoordinator for network 17, Histories of Education, under European Educational Research Association (EERA). Siden 2021 har han været ordførende reviewer for Det Svenske Forskningsråd og medlem af den rådgivende redaktion for The Australian Educational Researcher (AER). Han er desuden medredaktør af European Educational Research Journal samt medlem af redaktionsudvalget for Global Histories of Education under International Standing Conference for the History of Education (ISCHE).
Han har været/er Visiting research fellow flere steder rundt omkring i verden og har siden 2020 været Honorary Research Fellow ved Oxford University, UK. Christian Ydesen er optaget i AAU’s talentprogram for forskere, hvor han forsker i OECD historiske rolle og betydning for den globale uddannelsesudvikling.

Gennem sin karriere har han udgivet over 100 publikationer og optrådt i medierne mange blandt andet i forskellige podcast, hvor han eksempelvis har debatteret internationale og nationale test i det danske skolesystem.